# Пивоваров Григорій Леонтійович
Пивова́ров Григо́рій Лео́нтійович (9 [22] березня 1908, Лохвиця, Полтавська губернія, Російська імперія — 15 травня 1942, Керч), радянський скульптор-монументаліст

## Біографія
У 1926—1931 роках навчався у Київському художньому інституті. Протягом 1930-х років поєднував викладацьку роботу у Київському художньому інституті з творчою роботою. Від початку німецько-радянської війни добровольцем пішов у Червону армію. Загинув 15 травня 1942 року у боях за м. Керч.

## Творчість
Автор численних пам'ятників та бюстів Й. Сталіна: станкова комозиція «Й. Сталін у кріслі», монументальна 5-метрова статуя на площі Сталіна у Києві (1937), статуя Й. Сталіна для Президії Верховної Ради УРСР (1937), автор пам'ятника А. Тесленку на його могилі у с. Харківці, пам'ятника В. Леніну у Новограді-Волинському.
Працював у співавторстві з Ю. Білостоцьким і Е. Фрідманом. Створив обеліск героям-комсомольцям у с. Трипіллі Київської області (1934—1936), що складався з п'яти бронзових горельєфів на тему подвигу героїв, пам'ятник стратонавтам (1938, встановлено у Донецьку у 1953 році), пам'ятник Серго Орджонікідзе для заводу «Ленінська кузня» (1937), монументально-декоративна статуя «Клим Ворошилов» (1938); скульптурні композиції «Стахановці промисловості» і «Стахановці сільського господарства» для павільйону УРСР на Всесоюзній сільськогосподарській виставці в Москві та для інтер'єру павільйону монументальний барельєф «Ленін та Сталін» (демонтований наприкінці 1950-х років) і горельєф «Старе і нове сільське господарство» (1939), скульптурну композицію «В. Ленін і Й. Сталін у Горках»(1935), яку згодом було розмножено та встановлено у багатьох населених пунктах Радянського Союзу, скульптурні портрети Т. Шевченка (1936), О. Пушкіна (1937), І. Франка (1939, встановлено на подвір'ї у Львівському національному літературно-меморіальному музеї Івана Франка у 1949 році), О. Довженка (1940) та ін.

## Сім'я
- Син — Пивоваров Костянтин Григорович (нар. 15.10.1939), театральний режисер, заслужений діяч мистецтв УРСР (з 1981).

## Зображення

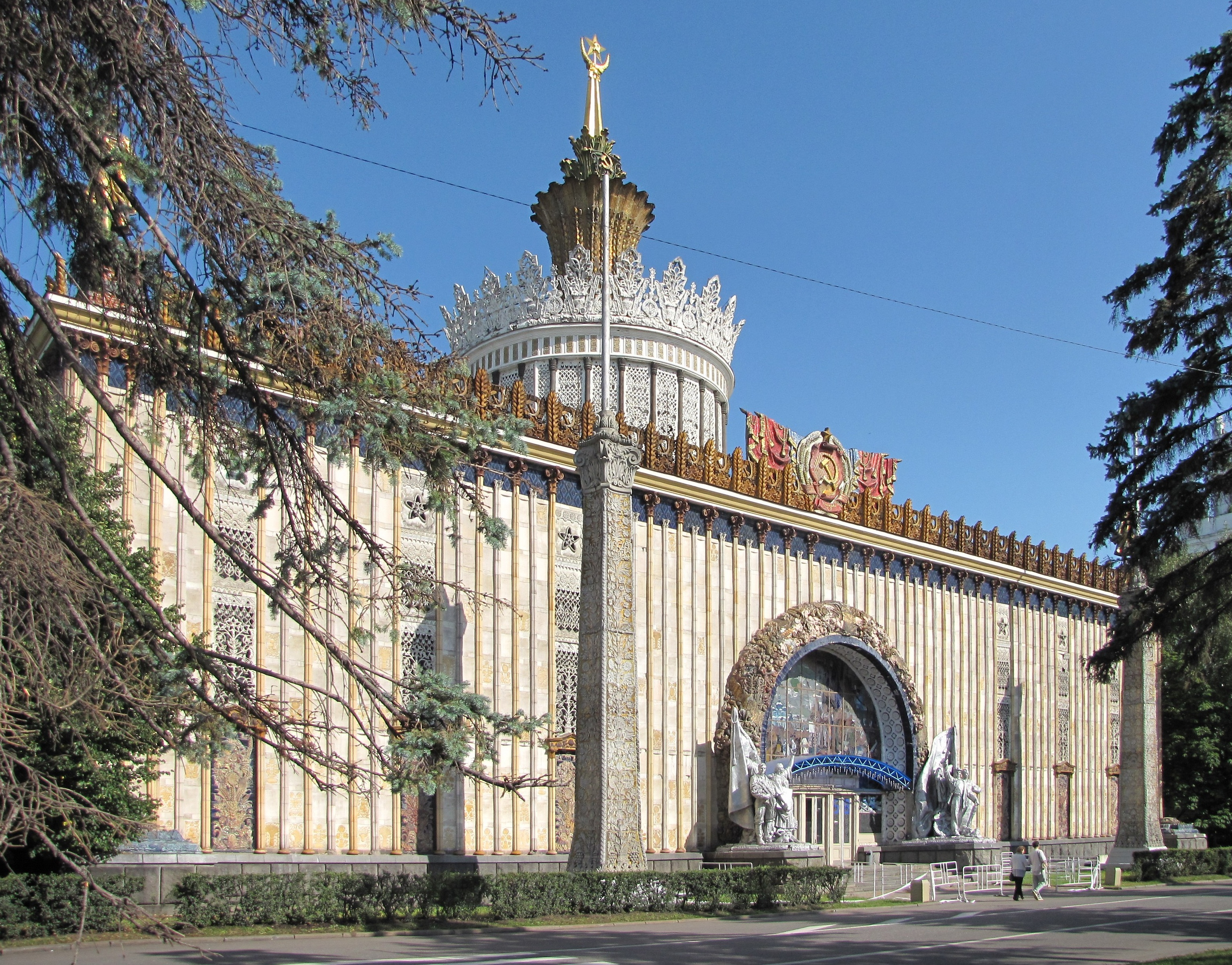
Павільйон «Україна» на ВДНГ у Москві
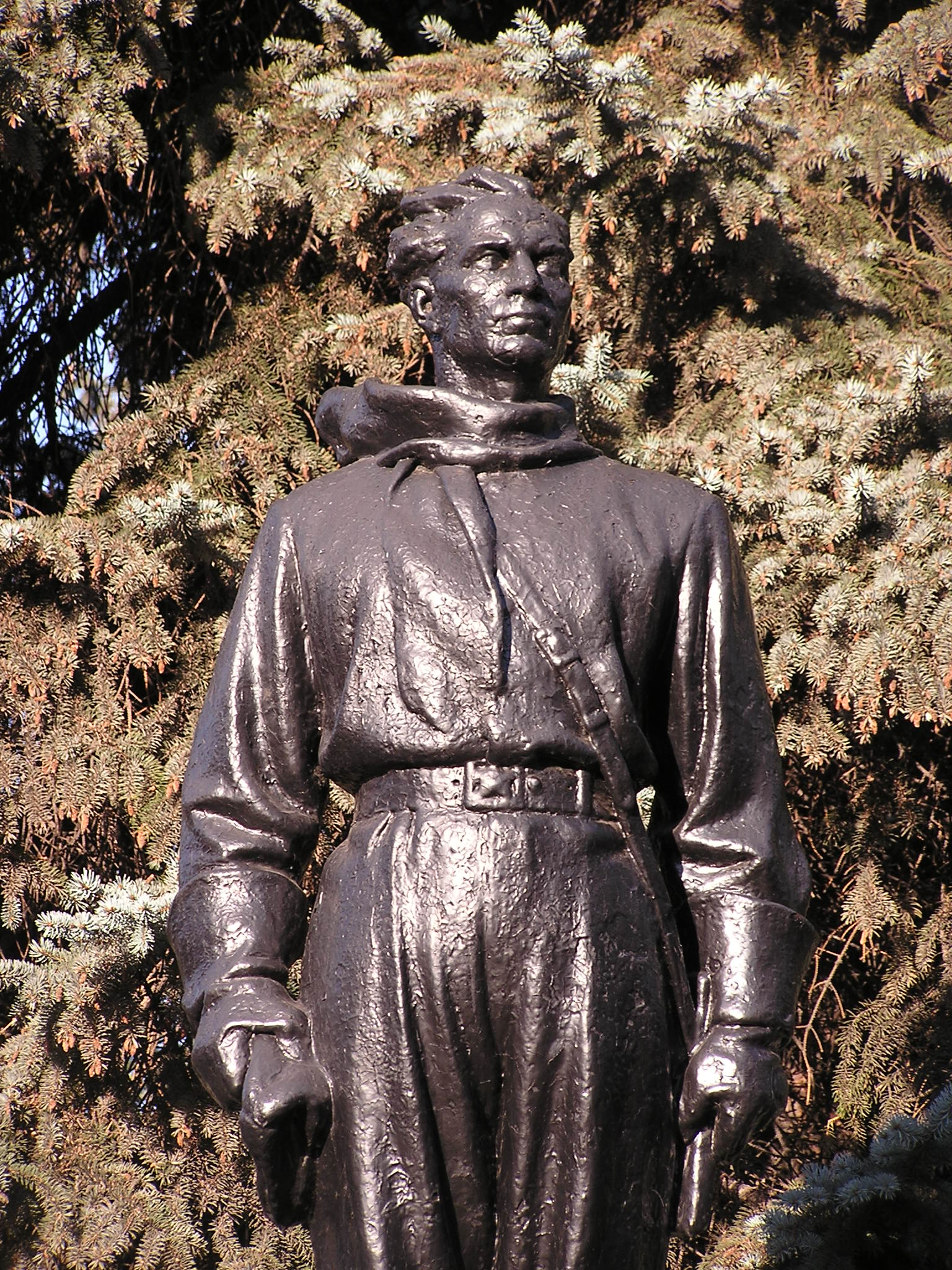
Пам'ятник стратонавтам у Донецьку (1953)